# Wasserstraße 10 (Stralsund)

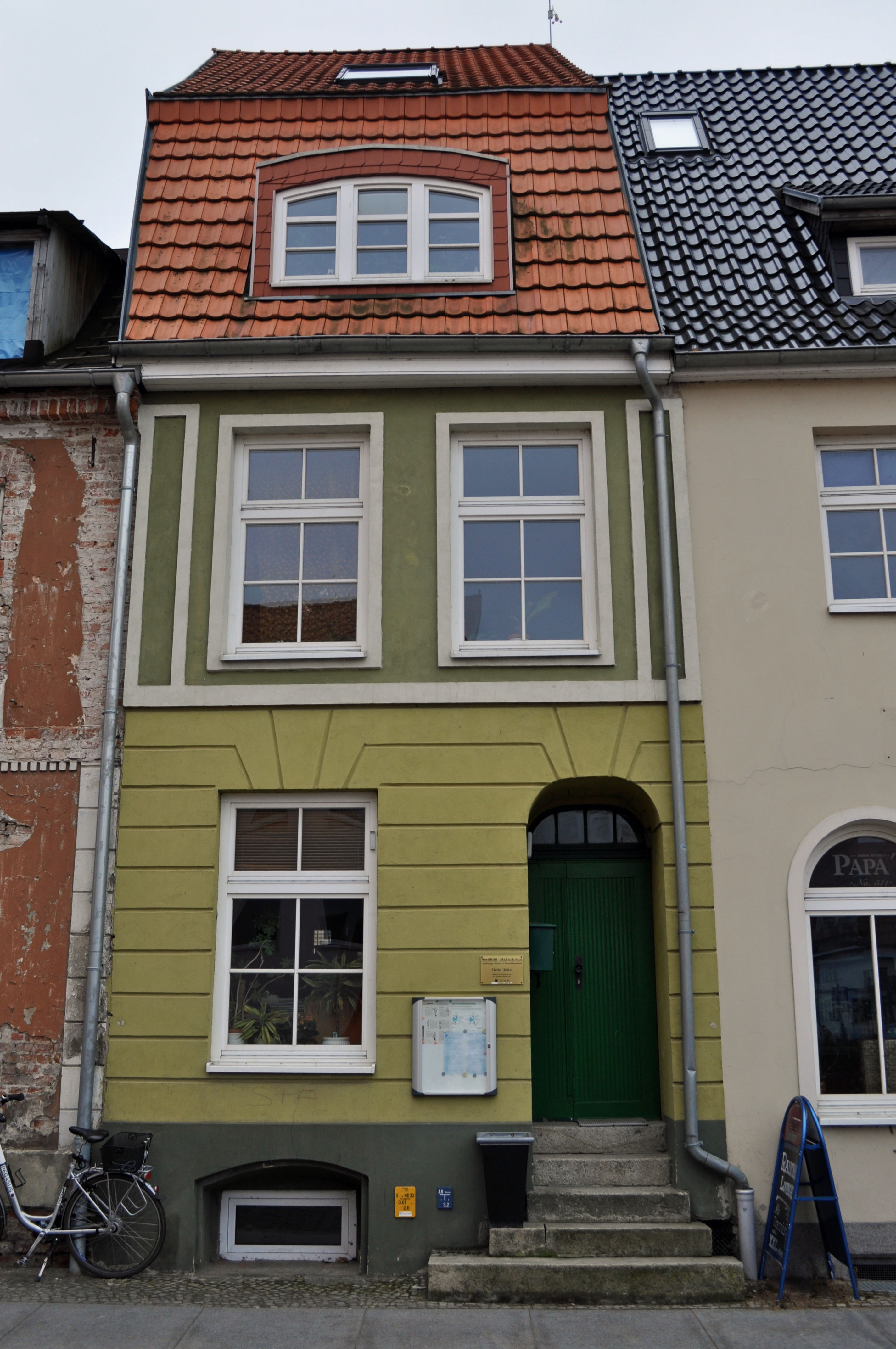
Das Haus Wasserstraße 10 in Stralsund (2012)

Das Gebäude mit der postalischen Adresse Wasserstraße 10 ist ein denkmalgeschütztes Bauwerk in der Wasserstraße in Stralsund.
Das schmale zweigeschossige und zweiachsige, traufständige Haus wurde zu Beginn des 18. Jahrhunderts errichtet.
Seine schlichte verputzte Fassade weist ein geschosstrennendes Putzband auf, das Obergeschoss ist mit Putzspiegeln eingefasst. Das Portal ist korbbogig gestaltet.
Das Haus liegt im Kerngebiet des von der UNESCO als Weltkulturerbe anerkannten Stadtgebietes des Kulturgutes „Historische Altstädte Stralsund und Wismar“. In die Liste der Baudenkmale in Stralsund ist es mit der Nummer 767 eingetragen.